# Niquemadu II
Niquemadu II (Niqmaddu II) foi o segundo rei de Ugarite, uma antiga cidade-reino no noroeste da Síria, reinando de c. 1350 a 1 315 a.C. (ou possivelmente entre 1380 e 1 346 a.C.) em sucessão de seu pai Amitanru I. Recebeu seu nome do governante amorita Niquemadu I (lit. "Adu vindicou") para fortalecer as supostas origens de sua dinastia ugarítica nos amorreus.
Embora a data exata de sua ascensão ao trono seja desconhecida, pode ter sido contemporâneo dos faraós Amenófis IV e Tutancamom e do rei hitita Supiluliuma I, de quem era vassalo. Teve boas relações com o Egito e reconheceu aos amorreus a disputa sobre a região de Xianu (Shiyannu) no início de seu reinado. Encomendou o Ciclo de Baal sobre o deus Adu/Baal e teve um filho, Niquemepa.
Na EA 49 (EA de El Amarna), aparentemente solicitou um médico e dois atendentes do palácio de "Cuxe", o emissário egípcio. Aparece num vaso sírio de alabastro junto com uma mulher em traje egípcio, cujo nome, se alguma vez esteve registrado, não se preservou. No Ciclo de Baal surge como Nqmd. Foi sucedido brevemente por seu filho Aralba.